# Gnathia pantherina
Gnathia pantherina är en kräftdjursart som beskrevs av Smit och Basson 2002. Gnathia pantherina ingår i släktet Gnathia och familjen Gnathiidae. Inga underarter finns listade i Catalogue of Life.